# Panini
Panini — итальянская компания из Модены, специализирующаяся на производстве наклеек (стикеров), коллекционных и игровых карточек, комиксов, книг и т. д. Известна на весь мир благодаря производству коллекционного материала на разные темы.

## История
Основатели компании, братья Панини, с 1945 года владели палаткой с прессой на улице Corso Duomo в Модене, а в 1954 году открыли «Бюро дистрибуции прессы братьев Панини».
Компания Panini была основана братьями Бенито и Джузеппе Панини в 1961 году и выпустила свою первую коллекцию Calciatori. В 1963 году к ним присоединились Франко и Умберто Панини. С начала 1970-х компания выпускает наклейки, посвящённые чемпионатам мира по футболу, а с начала 1980-х — и чемпионатам Европы по футболу. Panini имеет опыт выпуска наклеек и коллекционных и игровых карточек по целому ряду крупнейших футбольных событий — Лига чемпионов УЕФА, Кубок африканских наций, Кубок Америки, чемпионаты Италии, Англии, Германии, Испании, Франции, Португалии, Шотландии, Австрии, Бразилии, Турции. Panini выпускает также продукцию, посвящённую хоккею с шайбой (НХЛ), баскетболу (НБА), теннису, кино- и мультфильмам и т. д.

## Первые коллекции
Панини в начале 60-х годов выпускала внутри Италии коллекции, посвящённые Чемпионату Италии в серии А. Альбомы вмещали в себя места для стикеров с номерами, такие же номера были и на оборотной стороне стикеров. В Италии данные коллекции получили большую известность в основном среди детей. Стали появляться первые клубы коллекционеров. В 1970 году компания принимает решение выпустить коллекцию, посвящённую Чемпионату мира, проводимому в Мексике. Данная коллекция была первой, которая вышла на английском языке и за пределами Италии. Как и коллекции, посвящённые Чемпионату Италии, коллекция Чемпионат мира 1970 получила широкую известность. Компанию буквально завалили письмами благодарности со всего мира. В 70-е вышли ещё две коллекции, посвящённые Чемпионатам мира 1974 и 1978 года, также компания Панини начинает выпускать коллекции, посвящённые европейским чемпионатам — Англии, Германии. В 1979 году Панини выпускает коллекцию, посвящённую Чемпионату мира по хоккею с шайбой, который проводился в Москве. В СССР эта коллекция не продавалась, так как официального представительства и дистрибьюторов в СССР не было. Коллекции, посвящённые хоккею, также имели большой спрос во всём мире.
С 1980 года компания Панини начинает выпуск коллекций, посвящённых Чемпионатам Европы по футболу. С 80-х начинается выпуск коллекций, посвящённых НХЛ.

## «Панини» в СССР
- Карточки ведущих хоккеистов сборной СССР, 1979 год
- Владислав Третьяк
- Борис Михайлов
- Владимир Петров
- Валерий Харламов

В 1990 году издательский дом «Бурда Моден» начинает продажу в Москве коллекции фирмы Панини, посвящённой Чемпионату мира по футболу в Италии. Реклама данной продукции демонстрировалась по телеканалу «2x2». Данный альбом был выпущен на английском языке, на последней странице на русском языке были необходимые разъяснения. Данная коллекция продавалась в магазине «Спортивная книга» на улице Сретенка и в магазине возле станции метро «Октябрьская». Выпущенная коллекция получила огромную популярность в СССР. Стали появляться первые коллекционеры. Издательский дом «Бурда Моден» стал официальным дистрибьютором фирмы Панини в СССР.

## «Панини» в России
Коллекция, посвящённая Чемпионату Европы по футболу 1992 года, в России и странах СНГ официально не выпускалась. В России вышла коллекция, посвящённая Чемпионату мира по футболу 1994 года. Данная коллекция была уникальной в своём роде. В альбом входило 444 стикера, такая версия выпускалась почти по всём мире. Но имелись и выпуски во Франции, в коллекцию входило 330 стикеров, английская серия насчитывала 416 стикеров, были выпуски в Аргентине. У многих коллекционеров данная коллекция имела много нареканий.
В 1996 году в России выходит коллекция, посвящённая Чемпионату Европы по футболу, проводимому в Англии. Это первая коллекция на русском языке. Данная коллекция выходила под рекламой новой игры «Наклей-ка». На обложке альбома был изображён Игорь Колыванов. Официальном дистрибьютором фирмы Панини по выпуску альбома в России и странах СНГ была компания «Дрофа-Премьера». Также на задней обложке альбома был 10 % купон на скидку в любой магазин «Adidas». В рамках альбома проводилась акция — любой приславший 100 уголков от пакетиков мог принять участие в розыгрыше путёвок на Олимпийские игры в Атланте. Альбомы данной серии получили новый всплеск движения коллекционеров, к примеру, в мае 1996 года, перед товарищеским матчем Россия — Польша, альбомы всем посетителям матча раздавались бесплатно. В 1997 и последующих годах в России в рамках акции игры «Наклей-ка» выпускались русифицированные коллекции, посвящённые НХЛ. Коллекции, посвящённые НХЛ, также были очень популярны в России, в основном из-за россиян, выступавших за океаном.
В 1998 году компания «Danone» представила в России коллекцию, посвящённую Чемпионату Мира по футболу во Франции. Данный альбом также вышел благодаря игре «Наклей-ка» и компании «Данон», которая проводила различные акции. Данная коллекция тоже оказалась уникальной. Так, на страничке, посвящённой сборной Англии, не было номеров для трёх футболистов — Тони Адамса, Леса Фердинанда и Робби Фаулера, хотя на обратной стороне стикеров номера были. Данные 3 стикера очень редко попадались в пакетиках со стикерами и стали редкими, чем вызывали большой ажиотаж среди коллекционеров. Другой проблемой стала сборная Ирана. В пакетиках данных стикеров вообще не было. По официальному заявлению компании Панини на стикерах должны были быть в футболках красного цвета и был выпущен пробный экземпляр, но данный экземпляр вызвал нарекания у федерации футбола Ирана, и данные стикеры выпущены не были, по другой версии, фотографии игроков, не соответствовали заявленному на Чемпионат Мира составу. Позже в Великобритании под лицензией Панини вышли стикеры сборной Ирана в жёлтой форме (официальной информации об этом нет, что не доказывает их оригинальность или правомерность лицензии. Также нет официальной информации и по вкладке, где иранцы в красных футболках).
Из-за дефолта в 1998 году игра «Наклей-ка» перестала существовать.

## Другие коллекции
В конце 1990-х годов компания Панини выпустила коллекцию, посвящённую Лиге Чемпионов УЕФА. Было выпущено три коллекции сезонов 1999/2000, 2000/2001, 2001/2002 плюс дополнительный выпуск. После чего выпуски, посвящённые Лиге Чемпионов УЕФА, не выпускались до сезона 2006/2007. Выпуски данной и последующих коллекций вновь вышли в России благодаря Издательскому дому «Бурда». В 2008 году в России вышла коллекция, посвящённая Чемпионату Европы по футболу. Данная коллекция вновь стала очень популярной среди коллекционеров, в Москве и других городах стали появляться общества коллекционеров, появились специализированные сайты для обменов различными коллекциями.
У многих коллекционеров к коллекциям, приуроченным к Чемпионатам Мира и Европы были нарекания, дело в том, что сами коллекции выходят раньше чем сами первенства, и компания получает списки из федераций футбола стран участниц, но часто в составы вносят изменения, из-за чего некоторые стикеры не соответствуют действительности. Компания Панини делает дополнительные выпуски, яркий пример — в коллекции к Чемпионату Мира по футболу в 2006 году, в составе сборной Германии был стикер Оливера Кана, хотя в составе выступал Йенс Леманн, после чемпионата Панини выпустила 7 стикеров дополнительной серии, к указанному Леманну были добавлены стикеры Филиппо Индзаги, Майкла Каррика, Оуэна Харгривза и других. Коллекция Чемпионата Мира по футболу 2006 года в России не выпускалась.
Кроме коллекций, посвящённых футболу и хоккею, в России продавались коллекции, посвящённые НБА сезонов 2009/2010 и 2010/2011, а также коллекции, посвящённые героям мультфильмов, которые имели большой успех среди детей.

## Коллекции, выпускаемые в СССР и России
- Чемпионат мира по футболу 1990 года
- Чемпионат мира по футболу 1994 года
- Чемпионат мира по футболу 1998 года
- Чемпионат мира по футболу 2010 года
- Чемпионат мира по футболу 2014 года
- Чемпионат мира по футболу 2018 года
- Чемпионат Европы по футболу 1996 года
- Чемпионат Европы по футболу 2000 года
- Чемпионат Европы по футболу 2008 года
- Чемпионат Европы по футболу 2012 года
- Чемпионат Европы по футболу 2016 года
- Кубок Конфедераций ФИФА 2017 года
- Барби — принцесса острова
- ПХЛ 2005/2006 годов
- НХЛ 1987/1988 годов
- НХЛ 1988/1989 годов
- НХЛ 1989/1990 годов
- НХЛ 1990/1991 годов
- НХЛ 1991/1992 годов
- НХЛ 1992/1993 годов
- НХЛ 1993/1994 годов
- НХЛ 1994/1995 годов
- НХЛ 1995/1996 годов
- НХЛ 1996/1997 годов
- НХЛ 1997/1998 годов
- НХЛ 1998/1999 годов
- НХЛ 1999/2000 годов
- НХЛ 2000/2001 годов
- НХЛ 2003/2004 годов
- НХЛ 2005/2006 годов
- НХЛ 2006/2007 годов
- НХЛ 2008/2009 годов
- НХЛ 2009/2010 годов
- НХЛ 2010/2011 годов
- НХЛ 2011/2012 годов
- НХЛ 2012/2013 годов
- НХЛ 2013/2014 годов
- «Мир животных» (1996 год)
- «Скуби-Ду» (2009 год)
- «Чародейки» (2009 год)
- Лига Чемпионов УЕФА 1999/2000 годов
- Лига Чемпионов УЕФА 2000/2001 годов
- Лига Чемпионов УЕФА 2006/2007 годов
- Лига Чемпионов УЕФА 2007/2008 годов
- Лига Чемпионов УЕФА 2008/2009 годов
- Лига Чемпионов УЕФА 2009/2010 годов
- Лига Чемпионов УЕФА 2010/2011 годов
- Лига Чемпионов УЕФА 2011/2012 годов
- Лига Чемпионов УЕФА 2012/2013 годов
- Лига Чемпионов УЕФА 2013/2014 годов
- НБА 2009/2010 годов
- НБА 2010/2011 годов
- Российская футбольная премьер-лига 2011/2012 годов
- Российская футбольная премьер-лига 2012/2013 годов
- РФПЛ 2011—2012 годов. Карточки «Adrenalyn XL»
- РФПЛ 2013—2014 годов. Карточки «Adrenalyn XL»

## Другая продукция
Компания «Панини» выпускает также спортивные карточки, посвящённые Чемпионатам мира и Европы по футболу, чемпионатам НХЛ, НБА, НФЛ и МЛБ, а также регбийные и теннисные карточки.

## «Панини» в других странах
Учитывая, что компания находится в Италии, самое большое внимание уделяется выпускам, посвящённым Чемпионату Италии по футболу: в данные коллекции входят стикеры команд и футболистов серии A и B, также стикеры команд серии C1 и C2 и женские команды. Для удобства выпускаются дополнительные стикеры футболистов, выставленных на трансфер или приобретённых в ходе сезона. В Германии до сезона 2009/2010 немецкое представительство Панини выпускало коллекции, посвящённые немецкой Бундеслиге, альбомы не имели дополнительных стикеров, но в самих альбомах было много статистических данных, кроме того, у футболистов, имеющих собственные страницы в интернете, указывались адреса. Французское представительство выпускает коллекции Чемпионата Франции, как и Чемпионат Италии, с дополнительными стикерами, но без команд низших дивизионов. Другие европейские чемпионаты выпускаются как правило по одному стандарту — в альбом входят стикеры, футболистов и команд только высшего дивизиона, с несколькими дополнительными стикерами, посвящёнными чемпиону прошедшего сезона, обладателю кубка страны, лучшему бомбардиру. Коллекции, выпускаемые в США и Канаде, посвящённые НХЛ, имеют в своих альбомах стикеры хоккеистов, новичков, обладателей трофеев. По такому же стандарту выпускают коллекции, посвящённые баскетболу, бейсболу и американскому футболу. В Австралии, Новой Зеландии, ЮАР и Великобритании огромным спросом пользуются коллекции местных регбийных лиг, а также кубкам 6 наций.
Панини выпускает коллекции, посвящённые Кубкам Америки и Кубкам Африки.

## «Панини» и конкуренты
До 1993 года коллекции, посвящённые Английской Премьер-Лиге, выпускались Панини, но с 1993 и до настоящего времени коллекции, посвящённые Английской Премьер-Лиге, выпускаются компанией Мэрлин и дочерней компанией Топпс. Также Топпс выпускает коллекции, посвящённые немецкой Бундеслиге, что вызывает много нареканий со стороны немецких любителей футбола, из-за отсутствия статистики и «шаблонности» Топпс. В США конкурентом Панини в производстве спортивных карточек является фирма «Upper Deck».

## «Панини»,РФС и КХЛ
В России после выходов спортивных и иных коллекций среди коллекционеров и болельщиков был вопрос — возможен ли выпуск коллекций Чемпионата России по футболу и Чемпионата КХЛ. Многие считали рынок России не освоенным и очень прибыльным. В официальной прессе нигде и никогда не говорилось о переговорах между компанией Панини и руководством РФС или КХЛ. Коллекции, посвящённые Чемпионату России по футболу сезонов 2009 и 2010, выпускались фирмой «Спортнаклейка», а Чемпионат КХЛ 2010 выпускался компанией Upper Deck, что вызвало недовольство среди российских коллекционеров низким качеством продукции, плохим дизайном и минимальными статистическими данными.

## Дополнительные выпуски коллекций
В 2008 году фирма Панини сделала дополнительный выпуск по коллекциям Чемпионат Европы по футболу 1984, 1988 и 1992, Чемпионат мира по футболу 1982, 1986 и 1990. Дополнительные выпуски предусматривались как международные выпуски и выходили ограниченным тиражом. Также Панини выпустила специальный альманах, в котором находятся все выпуски, посвящённые Чемпионатам Мира и Европы по футболу

## Интересные факты
Коллекционеры спортивных стикеров и спортивных карточек Панини в г. Москве собираются каждую субботу в парке культуры и отдыха «Сокольники»[значимость факта?].
Фирма оставалась под контролем семьи Panini и продолжала развиваться, достигнув годового оборота более 600 миллионов евро.
В середине 90-х компания Panini выпустила несколько серий для популярной в то время игры «фишки».